# Dalbergia glandulosa
Dalbergia glandulosa är en ärtväxtart som beskrevs av George Bentham. Dalbergia glandulosa ingår i släktet Dalbergia, och familjen ärtväxter. Inga underarter finns listade i Catalogue of Life.